# روبرت بلوم (موسيقي)
روبرت بلوم (بالإنجليزية: Robert Bloom)‏ هو موسيقي أمريكي، ولد في 1908، وتوفي في 1994.

## وصلات خارجية
- الموقع الرسمي
- روبرت بلوم على موقع ميوزك برينز (الإنجليزية)
- روبرت بلوم على موقع ديسكوغز (الإنجليزية)